# Jefim Vasiljevič Bojčuk
Jefim Vasiljevič Bojčuk (1918–1991) byl sovětský vojenský velitel, maršál dělostřelectva Sovětského svazu.

## Vyznamenání
- Hrdina socialistické práce
- dva Řády Lenina
- Řád říjnové revoluce
- Řád Alexandra Něvského (Sovětský svaz)
- dva Řády vlastenecké války 1. třídy a dva 2. třídy
- Řád rudého praporu práce
- dva Řády rudé hvězdy